# 尼斯方言
尼斯方言（niçois，也称为nissart或niçart）是法国尼斯市以及附近一些属于原尼斯伯国地区的居民使用的语言，是奥克语普罗旺斯方言的一种。

## 起源
在希腊城邦福凯亚（Phocaea）建立以前，尼斯地区以及附近的旧尼斯省地区居住的是古代的利古里亚人。他们的语言是印欧语系的一支。希腊语与这种利古里亚语并未产生融合，也并没有对利古里亚语产生较大的影响，因为古希腊人并没有与当时居住在较内陆地区的利古里亚人有太多的的交流。他们主要占领的是沿海地带：尼斯附近的丘陵地区。直到古罗马人占领了该地之后，才开始对当地的语言造成影响。尼斯当地的语言逐渐融合了拉丁语的因素（拉丁语正是后来的奥克语的源流之一），逐渐形成如今尼斯方言的原型。